# Illa Korniew
Illa Witalijowycz Korniew, ukr. Ілля Віталійович Корнєв (ur. 1 listopada 1996 w Zaporożu) – ukraiński piłkarz, grający na pozycji napastnika lub pomocnika.

## Kariera klubowa
Wychowanek Szkoły Sportowej Metałurh Zaporoże, barwy której bronił w juniorskich mistrzostwach Ukrainy (DJuFL). Karierę piłkarską rozpoczął 7 sierpnia 2013 w młodzieżowej drużynie Metałurha. Po rozformowaniu Metałurha 4 marca 2016 został piłkarzem Metalista Charków. 22 lipca 2016 zasilił skład Olimpiku Donieck. 4 stycznia 2017 opuścił Olimpik.